# Juan Pérez Márquez
Juan Pérez Márquez   (Badajoz, 3 de gener de 1974), conegut amb el nom de Juancho Pérez, és un jugador d'handbol espanyol, ja retirat, guanyador de dues medalles olímpiques.

## Carrera esportiva

### Trajectòria per clubs
A nivell de clubs jugà al Juventud Alcalá (1992-1993), Ademar León (1993-1994 i 1998-2002), FC Barcelona (1994-1996), BM Valladolid (1996-1998), Portland San Antonio (2002-2009) i Club Balonmano Badajoz (2011-2012).
En el seu palmarès destaca quatre Lligues ASOBAL, quatre Copes ASOBAL, tres Supercopes d'Espanya, una Copa d'Europa i tres Recopes d'Europa.

### Trajectòria amb la selecció
Va participar, als 22 anys, en els Jocs Olímpics d'Estiu de 1996 realitzats a Atlanta (Estats Units), on va aconseguir guanyar la medalla de bronze en la competició masculina d'handbol amb la selecció espanyola, un metall que repetí en els Jocs Olímpics d'Estiu de 2000 realitzats a Sydney (Austràlia). En els Jocs Olímpics d'Estiu de 2004 realitzats a Atenes (Grècia) aconseguí guanyar un diploma olímpic en finalitzar setè en la competició olímpica.
Al llarg de la seva carrera ha guanyat una medalla d'or en el Campionat Mundial d'Handbol i quatre medalles en el Campionat d'Europa, tres d'elles de plata. Disputà més de 200 partits amb la Selecció espanyola.